# منطقة لونجلي
لونجلي رمزها «LU» (بالإنجليزية: Lunglei)‏ ، هو تقسيم إداري لدولة الهند تتبع ولاية ميزورام (بالإنجليزية: Mizoram)‏ ، مركزها هو مدينة لونجلي (بالإنجليزية: Lunglei)‏ عدد سكانها حسب تعداد سنة 2001 هو 137,155 ، مساحتها 4,572 كم² وكثافة السكان 30 لكل كم² .